# Ad Visser (doelman)
Adrianus Christiaan (Ad) Visser (Amsterdam, 26 mei 1926 – Woerden, 5 juli 2010) was een Nederlands voetballer die als doelman speelde.

## Persoonlijk leven
Ad was de enige zoon van de Adrianus Christiaan Visser en Teuntje Catharina van Porten. Hij trouwde op 20 oktober 1953 met Pieternella Catharina de Wit. Hij had drie dochters.

## Ajax
In 1951 ging hij naar Ajax. Van zijn debuut in het kampioenschap op 2 september 1951 tegen DOS tot zijn laatste wedstrijd op 18 oktober 1953 tegen Enschedese Boys speelde Visser in totaal 53 wedstrijden in het eerste elftal van Ajax. In 1954 stapte hij over naar BVC Amsterdam waar hij meestal Herman van Raalte voor zich moest dulden en soms ook Bob Bouber desondanks speelde hij er 36 wedstrijden. BVC Amsterdam ging in 1958 op in DWS waar hij wel eerste keeper werd ten faveure van Van Raalte en Bouber en 27 wedstrijden speelde. Het seizoen erop (1959-1960) werd Jan Jongbloed eerste keeper en speelde Visser nog maar twee wedstrijden.

## Statistieken
| Seizoen   | Club | Wedstrijden | Doelpunten |
| --------- | ---- | ----------- | ---------- |
| 1951/1952 | Ajax | 32          | –0         |
| 1952/1953 | Ajax | 19          | –0         |
| 1953/1954 | Ajax | 2           | –0         |